# Gawen William Hamilton
Ne doit pas être confondu avec Gawen Hamilton.
Gawen William Hamilton (?-1838) est un officier de la Royal Navy. Il commande l'escadre britannique opérant dans la mer Égée au moment de la guerre d'indépendance grecque. Capitaine du HMS Cambrian (en), il est décoré de la croix de Saint-Louis et de la croix de Sainte-Anne par la France et la Russie pour son rôle dans la bataille de Navarin. 